# ホーンブロワーシリーズ
『ホーンブロワーシリーズ』は、セシル・スコット・フォレスター（1899年 - 1966年）の、ホレイショ・ホーンブロワーを主人公とした海洋冒険小説シリーズの総称。

## 概要
18世紀末から19世紀前半を舞台に、1794年1月に17歳で士官候補生として英国海軍に入ったホーンブロワーが、平民出身というハンディキャップを克服して、バス勲爵士・海軍元帥・男爵に上り詰めるまでの一代記である。
単なる軍事・冒険小説として高い水準を有するに留まらず、上層部に対する部下、乗組員に対する上司としての苦悩、様々な劣等感に悩む姿など、英雄としてだけでなく人間としてのホーンブロワーが綿密に描かれており、その評価は非常に高い。そのため、以後の海洋冒険小説に与えた影響も大きく、「第2のホーンブロワー」「未来のホーンブロワー」など、ホーンブロワー以後の小説の形容に用いられることもある。また、以後の海洋冒険小説のシリーズ中で重要な登場人物として、あるいはワンシーンだけの登場人物として、ホーンブロワーが登場する例も確認されている。
日本ではハヤカワ文庫より「海の男／ホーンブロワーシリーズ」として出版されている。1951年に『艦長ホレーショ』として映画化され、また1998年からはイギリスにて長編TVドラマ『ホーンブロワー 海の勇者』シリーズ（ヨアン・グリフィズ主演）が制作された。

## 作品一覧

### 本編
ハヤカワ文庫の日本語版（高橋泰邦・菊池光訳）は、『海の男／ホーンブロワー』シリーズとして物語の時系列順に刊行された。絶筆となった『ナポレオンの密書』を除く全10巻が刊行された後、長く絶版となっていたが、TVドラマシリーズの好評を受けて2003年（平成15年）に重版された。さらに翌年の2004年（平成16年）には10巻全てが改版され、「新装版」に切り替わった。新装版では、字が大きく鮮明になり、2人の訳者の間で訳語が統一され、用語集・艦船図解・新しいあとがき等が加えられるなどの改善がなされた。旧版と新装版は、表カバーのデザインで識別できる。
新装版になっても、奥付には「改版」のことは記載されていない。2004年より前の旧版では、各巻の表紙絵（一部の巻を除く）を描いた山野辺進によるペン画の挿絵があったが、新装版では全てカットされている。
フォレスターの死により未完に終わった長編『ナポレオンの密書』のみ、1984年（昭和59年）に光人社より刊行されたが、長く絶版であった。『ナポレオンの密書』は、2007年（平成19年）にハヤカワ文庫のホーンブロワーシリーズ別巻として再刊された。その際に、長く絶版となっており、2003年から2004年にも重版の対象外だった『ホーンブロワーの誕生』（ハヤカワ文庫、1978年）との合本となった。
光人社版の『ナポレオンの密書』とハヤカワ文庫版の『ナポレオンの密書』は、書名が同一でも内容が大きく異なるので、古書で入手する際には注意を要する。
| タイトル                   | 原題                                  | 原書刊行年  | 日本語訳刊行年 （ハヤカワ文庫） |
| -------------------------- | ------------------------------------- | ----------- | ------------------------------- |
| 『海軍士官候補生』         | Mr. Midshipman Hornblower             | 1948年-50年 | 1973年02月                      |
| 『スペイン要塞を撃滅せよ』 | Lieutenant Hornblower                 | 1952年      | 1973年12月                      |
| 『砲艦ホットスパー』       | Hornblower and the Hotspur            | 1962年      | 1974年01月                      |
| 『トルコ沖の砲煙』         | Hornblower and the Atropos            | 1953年      | 1974年06月                      |
| 『パナマの死闘』           | The Happy Return                      | 1937年      | 1974年11月                      |
| 『燃える戦列艦』           | A Ship of the Line                    | 1938年      | 1975年01月                      |
| 『勇者の帰還』             | Flying Colours                        | 1938年      | 1975年08月                      |
| 『決戦！バルト海』         | Commodore Hornblower                  | 1945年      | 1976年10月                      |
| 『セーヌ湾の反乱』         | Lord Hornblower                       | 1946年      | 1977年04月                      |
| 『海軍提督ホーンブロワー』 | Admiral Hornblower in the West Indies | 1958年      | 1978年05月                      |
| 『ナポレオンの密書』 ※絶筆 | Hornblower and the Crisis             | 1967年      | 2007年03月                      |

## 関連書
- 『ホーンブロワーの誕生』ハヤカワ文庫、1978年、高橋泰邦訳 (絶版)

Hornblower Companion,1964
1. 短編『マックール未亡人の秘密』(これのみ、菊池光訳) Hornblower and the Widow McCol
2. 短編『最後の遭遇戦』 The Last Encounter
3. ホーンブロワーシリーズの解説『ホーンブロワーの誕生』 Some Personal Notes

の3作品を収録。本書の内容は『ナポレオンの密書』(ハヤカワ文庫、2007年) に包含されている。
- 『ホレーショ・ホーンブロワーの生涯とその時代』至誠堂新書、1974年、出光宏訳 (絶版)

Life and Times of Horatio Hornblower
歴史学者シリル・ノースコート・パーキンソンによる、ホーンブロワーの伝記。
- 『南溟の砲煙』光人社 1983（のち、光人社NF文庫）シリーズ訳者の高橋泰邦による、ホーンブロワー率いる英国艦隊がアジアに遠征したという設定で展開する二次創作小説。
- 『南溟に吼える』光人社 1986 上記の続編。

## 主な登場人物
ホレイショ・ホーンブロワー
主人公。
ウィリアム・ブッシュ
『スペイン要塞を撃滅せよ』で戦列艦「レナウン号」三等海尉として登場。登場時はホーンブロワーの上官で、ホーンブロワーより年長であり、船乗りとしての経歴は10年長い。ホーンブロワーが海尉艦長に昇進した後は、親友かつ片腕となり、副長としてホーンブロワーを支える。『決戦！ バルト海』では勅任艦長に昇任し、戦隊司令官になったホーンブロワーを助けるが、『セーヌ湾の反乱』では悲運が待っている。
ブラウン
ホーンブロワーの艇長（コクスン）。ホーンブロワーに常に忠誠を尽くす、勇敢かつ有能な水兵。最終的にはホーンブロワー男爵家の執事となった。
ロバート・キーン
戦列艦「ジャスティニアン号」勅任艦長。ホーンブロワーを士官候補生として受け入れた。ホーンブロワーがジャスティニアン号の士官候補生になった経緯は不明。病に冒されており、部下を掌握できていない。
エドワード・ペルー (実在人物)
バス勲爵士・フリゲート「インディファティガブル号」勅任艦長。ホーンブロワーの理解者。後には提督に昇任し初代エクスマス子爵に叙される。ホーンブロワーは最初に乗り組んだジャスティニアン号からインディファティガブル号に転任し、ペルー艦長の下で数々の武勲を挙げ、短期間で士官候補生から海尉心得に昇格する。
ジェームズ・ソーヤ
戦列艦「レナウン号」勅任艦長。
ウィリアム・コーンウォリス（実在人物）
バス勲爵士・海峡艦隊司令長官。ペルーと並ぶホーンブロワーの理解者。ホーンブロワーはスループ「ホットスパー号」海尉艦長として彼の指揮下に入った。海峡艦隊司令長官を辞する際に、退任する司令長官の特権により、海尉艦長であったホーンブロワーを勅任艦長に昇進させた。
マリア（マリア・エレン）
ホーンブロワーが、休職海尉の期間に住んでいた下宿屋を経営するメイスン夫人（未亡人）の娘。貧窮に苦しんでいたホーンブロワーを陰日向なく支える。ホーンブロワーの最初の妻となり、一途な愛を捧げる。ホーンブロワーとの間に二男一女を産む。結婚前は、私設の小学校の教師を務めており、18世紀末のイギリス女性としては十分な教育を受けていた。作中において、ホーンブロワーには彼女のことを愛しきれない気持ちがつきまとっていた様で、妻に会いたくない（妻を愛していない自分を認めたくない）といった類いの記述も見られた。
レディ・バーバラ・ウェルズリー
後に、レディ・バーバラ・レイトン
初代モーニントン伯爵ギャレット・ウェズリーの娘であり、19世紀初頭のイギリスの重要人物である初代ウェルズリー侯爵リチャード・ウェルズリーならびに初代ウェリントン公爵アーサー・ウェルズリーの妹（バーバラのみが架空の人物）。ホーンブロワーの元上官の未亡人で再婚相手。『パナマの死闘』でホーンブロワーが艦長を務めるフリゲート「リディア号」にパナマで便乗して知り合う。貴婦人であることを鼻にかけず、男勝りの勇敢さと女性としての優しさを併せ持ち、ホーンブロワーを魅了する。
ホレイショ・ネルソン（実在人物。ホーンブロワーシリーズに直接には登場しない）
バス勲爵士・地中海艦隊司令長官・初代ネルソン子爵。トラファルガー海戦の英雄。『トルコ沖の砲煙』における、ホーンブロワーの「アトロポス号」勅任艦長としての初仕事は、ネルソンの国葬に先立つテムズ川での水上パレードの指揮であった。ブッシュは、戦列艦「テメレーア号」の海尉としてトラファルガー海戦に参加した。
グラセー伯爵ルシアン・アントワーヌ・ド・ラドン
フランス貴族。革命後ロンドンに亡命していたが、ナポレオンの恩赦を受けて帰国し領地のあった自治区の市長（名誉職）を務めている。『勇者の帰還』でフランスの捕虜となり、パリへ送られる途中に脱走したホーンブロワーたちを庇護し、イギリスへの脱出を助ける。『セーヌ湾の反乱』で王政復古したフランスを訪れたホーンブロワーと再会するが、ナポレオンがエルバ島を脱出した混乱に巻き込まれ行動を共にすることになる。
マリー
グラセー子爵夫人。グラセー伯爵の長男の妻。未亡人。義父にかくまわれたホーンブロワーに惹かれて愛し合う。
ナポレオン・ボナパルト（実在人物）
ホーンブロワーシリーズの大部分はナポレオンのフランス帝国を敵として描かれているが、ホーンブロワーがナポレオンと直接会う場面はない。『海軍提督ホーンブロワー』では、ナポレオンをセントヘレナ島から脱出させようとするフランス軍人の陰謀に西インド諸島方面英国艦隊司令官ホーンブロワーが巻き込まれる。
ルイ＝ナポレオン（実在人物）
シャルル・ルイ＝ナポレオン・ボナパルト。フランス共和国大統領。後に皇帝ナポレオン3世として即位。『ナポレオンの密書』所収の短編「最後の遭遇戦」では、晩年のホーンブロワーが大統領選挙に出馬するためフランスへ戻る前のルイ・ナポレオンに偶然援助を与えたことへの謝意としてレジオンドヌール勲章（シュバリエ）を授与し、バーバラにはサファイアを贈る。

## 本作を題材とした作品

### 映画
- 艦長ホレーショ - 1951年アメリカ、ラオール・ウォルシュ監督

ホーンブロワー役：グレゴリー・ペック、レディ・バーバラ役：ヴァージニア・メイヨ

### TV
- ホーンブロワー 海の勇者 - 1998年〜2003年イギリス

ホーンブロワー役：ヨアン・グリフィズ

## 影響を受けた作品
- テレビドラマシリーズ『スタートレック』はSF版のホーンブロワーシリーズとしてテレビ局に売り込まれた。
- デイヴィッド・ファインタックによるSF『銀河の荒鷲シーフォート』シリーズ。
- デヴィッド・ウェーバーによるSF『オナー・ハリントン・シリーズ』シリーズ。